# Usurpatori dell'impero romano
Questa è una lista degli usurpatori dell'impero romano, ovvero una lista di imperatori considerati "illegittimi", perché autoproclamati, postisi a capo di rivolte, o, soprattutto nell'Alto Impero, nell'epoca del massimo potere dell'esercito, eletti al titolo imperiale dalle proprie truppe. 
L'illegittimità risiede nel fatto che tali imperatori, pur controllando effettivamente per un certo periodo una porzione di territorio dell'impero, solitamente circoscritta, si ponevano al di fuori della normale successione, che poteva avvenire in vari modi, ma, almeno nei periodi in cui regnavano nello stato la pace e l'ordine politico e sociale, sempre nell'ambito di un usus consolidato (successione dinastica di padre in figlio - anche per adozione - con designazione da parte dell'imperatore in carica del proprio erede, oppure nomina da parte di organi ufficiali dello stato, come il senato; in alcuni casi, dopo lotte tra vari pretendenti, come nel 68-69 o nel 193, il nuovo principe veniva poi comunque riconosciuto formalmente nello status quo, una volta ristabilito l'ordine). L'usurpatore si configurava pertanto chiaramente come un sovvertitore che si metteva contro il potere centrale, non sempre necessariamente con la velleità di detronizzare l'imperatore in carica a Roma e subentrargli.
Questa caratterizzazione diviene però molto più sfumata in periodi di grave crisi politica, dove la stessa successione "legittima" non è sempre chiara; ciò è vero in modo particolare durante la crisi del III secolo, nel periodo più difficile della quale, l'impero si trovò addirittura diviso in tre parti, con successioni parallele di imperatori. Di solito per questo periodo si considerano legittimi i sovrani, spesso avvicendatisi tra loro in modo poco chiaro o comunque non lineare, che ebbero il controllo di Roma e della maggior parte dei territori dell'impero (nei circa quindici anni, 260-274, in cui l'impero fu diviso in tre parti a causa di secessioni, ciò equivale alla porzione centrale e più vasta dell'impero, senza cioè l'occidente e l'oriente).
Si considerano perciò legittimi, dal 235 al 284: Massimino il Trace, Gordiano I, Gordiano II, Balbino, Pupieno, Gordiano III, Filippo l'Arabo, Decio, Treboniano Gallo, Emiliano, Valeriano, Gallieno, Claudio II il Gotico, Quintillo, Aureliano, Tacito, Floriano, Probo, Caro, Carino, Numeriano. 
I rimanenti imperatori testimoniati per questa epoca, molti dei quali sono noti unicamente da fonti numismatiche, che regnarono nell'Imperium Galliarum, nel Regno di Palmira, oppure, in momenti diversi, in varie zone perlopiù circoscritte dell'impero, sono considerati usurpatori.

## Lista degli usurpatori

### I secolo
Contro Claudio (41-54)
- Lucio Arrunzio Camillo Scriboniano (42), in Dalmazia, ucciso dai propri soldati

Contro Domiziano (81-96)
- Lucio Antonio Saturnino (89), in Germania superiore

### II secolo
Contro Marco Aurelio (161-180)
- Avidio Cassio (175), in Siria, ucciso dai propri soldati

Contro Settimio Severo (193-211)
- Pescennio Nigro (193-194), in oriente
- Clodio Albino (196-197), in Britannia e Spagna

### III secolo
Contro Eliogabalo (218-222)
- Gellio Massimo (219), in Siria, giustiziato
- Vero (fine 219), in Siria, giustiziato
- Uranio (221), esistenza dubbia
- Seleuco (dopo il 221), identificazione dubbia

Contro Alessandro Severo (222-235)
- Seio Sallustio (227), a Roma, cesare e suocero di Alessandro, giustiziato
- Taurino (232), in Oriente, suicida

Contro Massimino il Trace (235-238)
- Magno (235)
- Quartino (235), in Oriente

Contro Gordiano III (238-244)
- Sabiniano (240), in Africa

Contro Filippo l'Arabo (244-249)
- Iotapiano (248), in Oriente, ucciso dai propri soldati
- Pacaziano (248), sul Danubio, ucciso dai propri soldati
- Silbannaco, sul Reno, figura misteriosa, nota solo da due antoniniani
- Sponsiano, in Mesia, figura misteriosa, nota solo da aurei barbari

Contro Decio (249-251)
- Tito Giulio Prisco (249-252), in Oriente
- Giulio Valente Liciniano (250), a Roma, giustiziato

Contro Valeriano e Gallieno (253-268)
- Uranio Antonino (253), esistenza dubbia
- Ingenuo (260), in Pannonia, suicida
- Macriano Maggiore, Macriano Minore e Quieto (settembre 260 – autunno 261), in Oriente, uccisi dai propri soldati
- Regaliano (260), in Pannonia, ucciso dai propri soldati
- Postumo (Marco Cassiano Latinio Postumo) (259/260 - 268), in Gallia
- Ballista (261), in Oriente
- Pisone (261), in Achaea, ucciso dai propri soldati
- Valente Senior (261), in Achaea, forse da identificarsi con Giulio Valente Liciniano
- Memore (261), in Egitto
- Mussio Emiliano (261 - primavera 262), in Egitto
- Celso (265)
- Meonio (267), in Oriente
- Saturnino, esistenza dubbia
- Trebelliano, esistenza dubbia, forse da identificarsi con Regaliano
- Leliano (Gaio Ulpio Cornelio Leliano) o Lolliano (268), in Gallia
- Marco Aurelio Mario (268), in Gallia

Contro Claudio II (268-270)
- Censorino (269-270)

Contro Aureliano (270-275)
- Domiziano II (270-271), in Gallia
- Vittorino (Marco Piavonio Vittorino) (268 - 271), in Gallia
- Domiziano II (271), in Gallia
- Tetrico (Gaio Pio Esuvio Tetrico) (271-274), in Gallia
- Tetrico iunior (273-274), in Gallia
- Felicissimo (271), a Roma
- Settimio (271), in Dalmazia
- Urbano (271)
- Zenobia, in oriente, dove assunse il titolo di augusta
- Firmo (273), in Egitto
- Faustino (273 - 274), in Gallia

Contro Probo (276-282)
- Bonoso (280)
- Proculo (280)
- Giulio Saturnino (280)

Contro Carino (283-285)
- Giuliano (283-285), forse usurpatore sotto Massimiano nel 296

Contro Diocleziano (284-305)
- Carausio (286-293), in Britannia
- Alletto (293-296), in Britannia
- Lucio Domizio Domiziano (297), in Egitto

### IV secolo
Contro Massenzio (306-312)
- Lucio Domizio Alessandro (308-311), in Africa

Contro Costantino I (306-337)
- Calocaerus (334), a Cipro, giustiziato

Contro Costanzo II (337-361)
- Magnenzio (350-353), in occidente
- Decenzio (350-353), in occidente
- Vetranione (350) (contro Magnenzio), nell'Illirico
- Nepoziano (350) (contro Magnenzio), a Roma, giustiziato
- Claudio Silvano 355

Contro Valente
- Procopio (365-366), a Costantinopoli
- Marcello (366), a Calcedonia

Contro Valentiniano I (364-375)
- Firmo (372-375) contro Valentiniano I, in Africa, suicida

Contro Teodosio I (379-395)
- Magno Massimo (384-388), in occidente
- Flavio Vittore (384-388), in occidente
- Flavio Eugenio (392-394), in occidente

### V secolo
Contro Flavio Onorio (395-423)
- Marco (406-407), in Britannia, ucciso dai propri soldati
- Graziano (407), in Britannia, ucciso dai propri soldati
- Costantino III (407-411), in Europa occidentale, giustiziato
- Costante II (408-411), in Europa occidentale
- Prisco Attalo (409–410, 414-415), Roma
- Massimo (409-411, 420-422), in Hispania, giustiziato
- Giovino (411-413), in Gallia, giustiziato
- Sebastiano (412-413), in Gallia, giustiziato
- Eracliano (412-412), in Africa

Contro Valentiniano III (423-425)
- Giovanni Primicerio (423-425), in occidente

Contro Antemio (467-472)
- Romano (470), a Roma